# Pastel de caza
El pastel de caza es un tipo de pastel de carne elaborado con carne de caza. Data de época romana, cuando los principales ingredientes eran pájaros y animales salvajes tales como la perdiz, el faisán, el ciervo y la liebre. Los pasteles de caza alcanzaron su cumbre en la Inglaterra victoriana, con recetas complejas y moldes y platos para servir especializados. Las versiones modernas son combinaciones más simples de conejo, venado, pichón, faisán y otras carnes de caza disponibles comercialmente.

## Pasteles antiguos y medievales

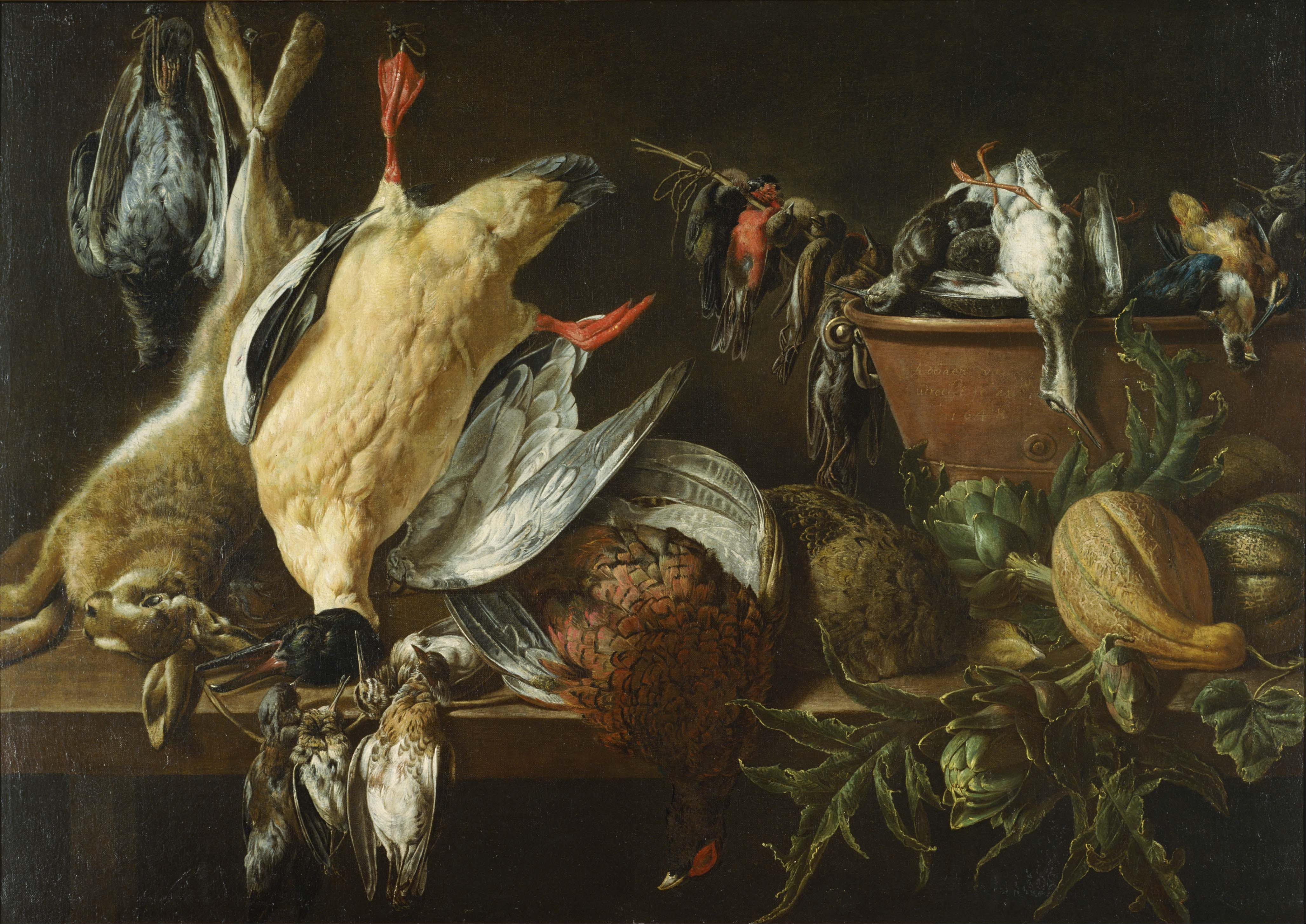
Una naturaleza muerta de Adriaen van Utrecht (1599–1652) incluyendo algunos tipos de caza usados en la cocina tradicional. Adviértase la variedad de pájaros pequeños.

Los pasteles de caza eran consumidos por los ricos en la época del Imperio romano. Wilhelm Adolf Becker afirma que el emperador Augusto consumía pasteles que contenían pollo, faisán, pichón y pato.
En la Edad Media se elaboraban pasteles de carne o pescado cocidos con fruta, especias, etcétera. Las carnes y salsa usadas se ponían dentro de una corteza de masa dura e incomestible, o en un «ataúd» con un cierre sellado, y entonces se cocinaba. No había cacerola: la propia corteza del pastel servía de contenedor. Con frecuencia la masa exterior se consideraba superflua y era descartada. El proceso de levantar los lados del pastel para formar una corteza protectora dura se describe en antiguos libros de cocina como «preparar el ataúd».
Al describir a los Franklin en su clásico del siglo XIV Los cuentos de Canterbury, Chaucer decía: «En su casa nunca escaseaban la comida ni los pasteles / de carne y pescado, estos en grandes cantidades». La mejor carne era reservada para los ricos, mientras los sirvientes comían pasteles peores hechos de sobras y menudillos: hígado, corazón, tripa, etcétera.
En época medieval, las aves que podían usarse en los pasteles de caza incluían garzas, grullas, cuervos, cisnes, cigüeñas, cormoranes y avetoros, además de otras más pequeñas cazadas con redes, como zorzales, estorninos y mirlos. El libro de recetas del siglo XV Un Vyaunde furnez sanz nom de chare describe un croustade de ternera, hierbas, dátiles y huevos cocinado en un ataúd, pero otras fuentes describen croustades de pollo y pichón. A menudo se ponían pájaros encima de los pasteles de caza como adorno o «sutilezas», una costumbre que llegó hasta el época victoriana. Una edición de 1890 de Mrs Beeton's Book of Household Management muestra un pastel de caza cubierto con un faisán relleno.

## Época de los Tudor y los Estuardo
Durante la mayor parte de la época de los Tudor y los Estuardo, aproximadamente desde 1500 a 1685, fue habitual que los monarcas y sus cortes celebrasen elaborados banquetes cuyo atractivo era tanto el entretenimiento provisto por músicos, cómicos, malabaristas y acróbatas como la propia comida. Algunas veces ambos eran combinados. Sobre 1630, en una cena presidida por Carlos I, se dispuso un enorme pastel de caza en la mesa, pero cuando se retiró la corteza salió de él un enano armado con una espada y una rodela. En otra ocasión, se sirvió al rey un pastel sorpresa que contenía pájaros vivos, lo que quizá sea el origen del poema Sing a Song of Sixpence.
Los pasteles de caza de esta época eran más dulces que los anteriores, conteniendo a menudo fruta demás de carne, caza y especias. El pastel navideño Tudor era un rico pastel de aves tradicionales como la perdiz, el pollo y el ganso, con un añadido reciente, el pavo, que había sido introducido en Inglaterra desde el Nuevo Mundo en 1523. El pastel de caza no estaba restringido a los ricos. Hasta la Ley de Caza de 1816, los campesinos tenían derecho a capturar caza menor, como conejos y pichones, para complementar su dieta. La caza más valiosa se reservaba para los ricos, aunque quizá no del todo. Shakespeare alude en Las alegres comadres de Windsor a un pastel de venado hecho de ciervo «mal-cazado».

## Francia
En 1653 François Pierre La Varenne publicó su novedosa obra Le Pâtissier françois. En el frontispicio aparece una cocina campestre donde el cocinero está preparando un paste del caza rodeado por las piezas cazadas que incluirá. El Oreiller de la Belle Aurore es un elaborado pastel de caza bautizado en honor de Claudine-Aurore Récamier, madre de Jean Anthelme Brillat-Savarin. Este gran pastel cuadrado, que era uno de los platos favoritos de su hijo, contiene una variedad de aves de caza con sus higadillos, ternera, cerdo, trufa, áspic y muchos más ingredientes envueltos en hojaldre. Se describe en la clásica enciclopedia de gastronomía, el Larousse Gastronomique.

## Edad dorada del pastel de caza en Inglaterra

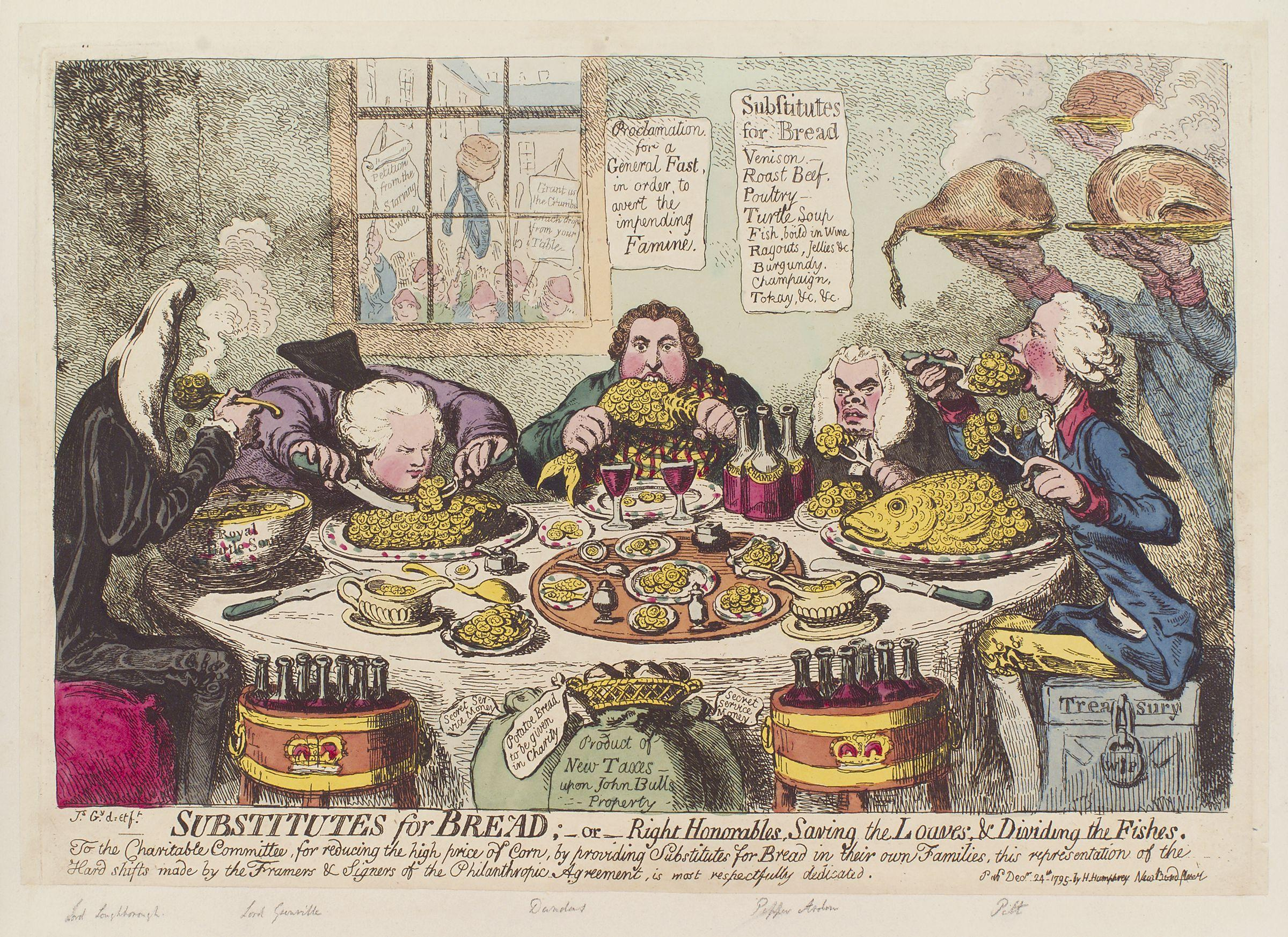
Sustitutos del pan, o correctos honorables ahorrando los panes y dividiendo los peces (Substitutes for bread; - or - right honorables, saving the loaves, and dividing the fishes), por James Gillray (publicado en 1795).

En el siglo XVIII los pasteles de caza preparados para la próspera alta burguesía podían ser muy elaborados. Hannah Glasse, en su popular The Art of Cookery made Plain and Easy, publicado por primera vez en 1747, daba una receta para un pastel navideño que incluía un pichón, una perdiz, un pollo y un ganso, todos ellos deshuesados y puestos uno dentro de otro, y finalmente introducidos en un enorme pavo. En su autobiografía de 1816 William Hutton recuerda de su abuela materna:

Era una cuidadosa aunque liberal ama de casa, y muy hábil en la cocina, pastelería y confitería. He oído hablar de un pastel que hacía con forma de ganso atado para el espadón: el ganso auténtico se deshuesaba, también se deshuesaba un pato y se metía dentro, un gallo se deshuesaba y se metía en el pato, una perdiz deshuesada dentro del gallo, y una paloma deshuesada en la perdiz. El conjunto se condimentaba adecuadamente, llenándose los intersticios con rico gravy.

Benjamin Disraeli, conde de Beaconfield, describe en su novela Venetia una cena inglesa de alrededor de 1770 que incluía:

...esa obra maestra del arte culinario, un gran pastel de batalla, en el que los cuerpos de pollos, palomas y conejos eran embalsamados con especias, crestas de gallo y bolas saladas, y bien regados con una de esas ricas salsas de clarete, anchoas y hierbas aromáticas ... [sobre] la corteza de este pastel ... el curioso cocinero se las había ingeniado para representar a todas las formas de vida que ahora estaban enterradas en aquel magnífico sepulcro.

En algún momento arraigó la costumbre de que los pasteles de caza se sirvieran fríos. Uno enorme fue preparado para el conde de Sefton en la primera mitad del siglo XIX para ser presentado al ayuntamiento de Liverpool. Contenía una gran variedad de caza, rellenando unos pájaros con otros, además de trufas, ternera, panceta y otros ingredientes. Las carnes se cocinaban primero, y luego se enfriaban con hielo y se ponían en una enorme carcasa de masa con corteza, que se cocinaba después otras tres horas. Tras verter una salsa caliente de áspic dentro del pastel a través de un agujero, se dejaba enfriar durante dos días antes de servirse frío. El libro de cocina de 1845 The practical cook, English and foreign describe pasteles de caza parecidos con pollos, palomas, perdices, liebres, conejos, faisanes, chorlitos grises, urogallos, gallos salvajes o pajaritos, a los que podían añadirse tiras de jamón. A todo esto se añadía una gelatina de hueso de vaca o una hecha cociendo rodilla de ternera para formar un áspic cuando el pastel se enfriaba. El pastel frío se cortaba entonces en rodajas y se servía de la misma forma que el moderno pastel de cerdo.

## Moldes y platos
En la segunda mitad del siglo XVIII alfareros como Josiah Wedgwood introdujeron procesos industriales que permitían producir en masa a precios relativamente bajos cacharros de barro vidriado capaces de soportar el calor del horno. Siguiendo una sugerencia de Richard Lovell Edgeworth en 1786, Wedgwood empezó a fabricar platos para pasteles de caza con una funda interior para el contenido y una tapa adornada. Eran una alternativa práctica al tradicional ataúd de masa, ya que había una escasez endémica de harina en aquella época provocada por el inicio de la revolución industrial junto con la interrupción del comercio durante las guerras napoleónicas. Los platos de Wedgewood tenían a menudo adornos en bajorrelieve de caza muerta y hojas de parra, y el asa de la tapa tenía con frecuencia la forma de una liebre o de una raíz vegetal. Algunos diseños daban la ilusión de un cofre y tapa de masa. En su biografía de 1844 de Beau Brummel, William Jesse dice que este diseño fue introducido en 1800 cuando la casa real prohibió el uso de harina para hacer masa en sus cocinas, pasándose al arroz en su lugar.
La invención del molde metálico hizo posible usar una masa más fina que la anticuada masa de agua caliente, y también lograr un detalle decorativo mucho más alto en la superficie de la masa. Los moldes se vendían con muchos diseños diferentes. El alfarero Herbert Minton introdujo la vajilla Majolica en 1851, cerámicas de barro cocido decoradas con figuras en relieve y vidriados brillantes. Hasta recientemente solo la aristrocracia y la alta burguesía tenían derecho a consumir caza y seguía habiendo muchas restricciones. Los caros platos de pasteles de caza Majolica, cubiertos con imágenes de suntuosas piezas de caza, fueron usados por familias de clase media con aspiraciones para indicar que tenían la riqueza o contactos suficientes para lograr la caza que servían a sus invitados legalmente y no en el mercado negro.

## Últimos años victorianos y principios delsigloXX
A medida que avanzaba la época victoriana, las clases medias crecían rápidamente, aspirando a un estilo de vida que había estado reservado hasta entonces a unos pocos privilegiados. Pioneros como Alexis Soyer presentaron nuevas técnicas culinarias para las masa basadas en principios científicos y cocinas de gas. Mrs. Beeton se dirigió a una amplia audiencia en su Book of Household Management de 1861, dando recetas simples para pasteles de urogallos y perdices, y para preparar otra caza común como pato salvaje, guion de codornices, faisán, caradrino, perdiz nival, codorniz, venado, etcétera.
El pastel de caza adquirió gradualmente un carácter esnob y perdió popularidad. En su novela The Mating Season, P. G. Wodehouse señala que Catsmeat Potter-Pirbright golpeó una vez el pastel de caza del Drones seis veces con seis rollos de pan consecutivos desde una silla hasta la lejana ventana. En Vile Bodies, una novela sobre el periodo entre la Primera y la Segunda Guerra Mundial, Evelyn Waugh describe el pastel de caza de Shepheard's, un club ficticio, como «bastante negro por dentro y lleno de picos y perdigones y vértebras inexplicables.»

## Variantes modernas

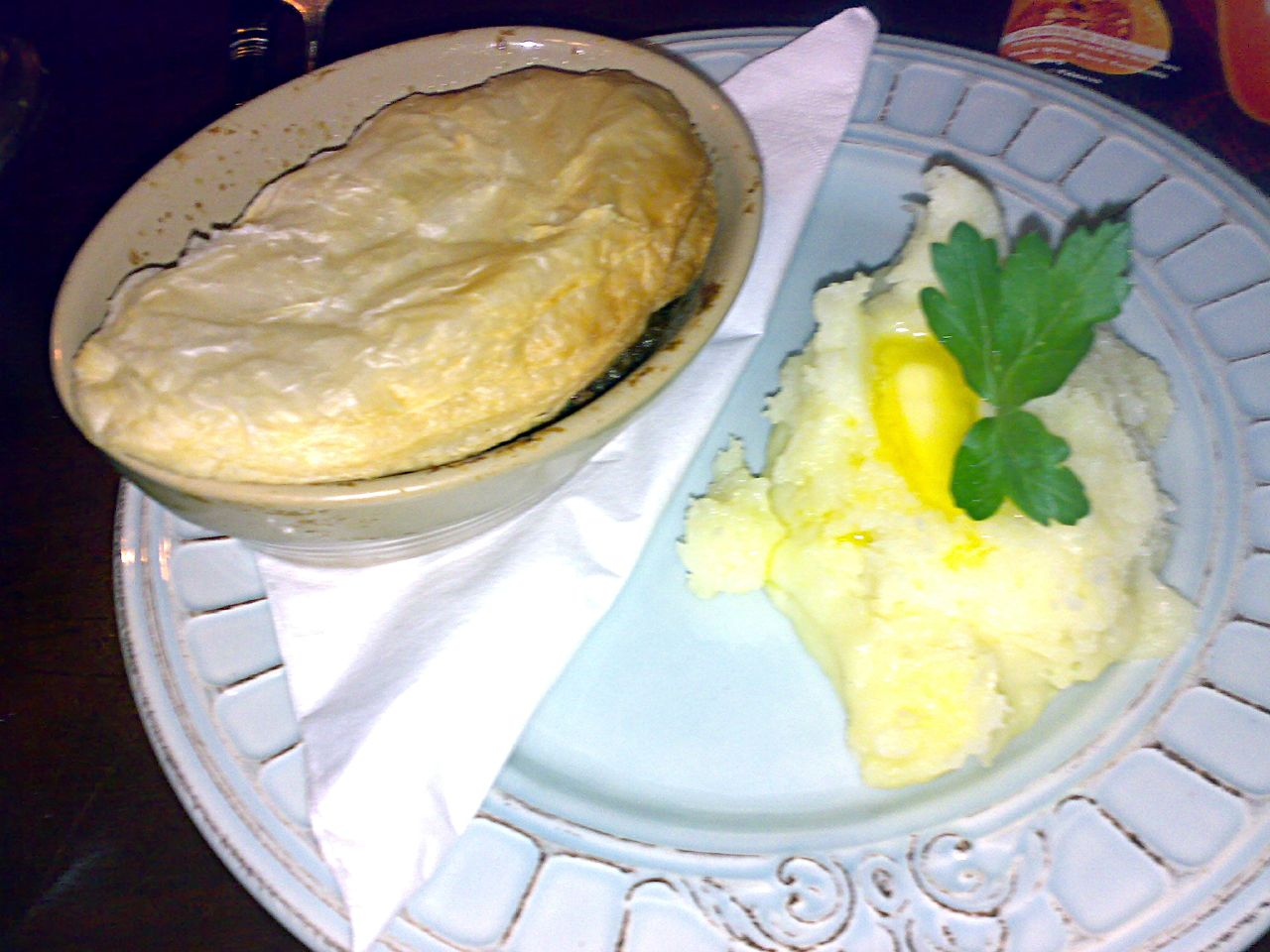
Pastel de caza servido en una cafetería de Leith (Edimburgo, Escocia.).

Muchos restaurantes británicos aun siguen sirviendo pasteles de caza, y existen muchas recetas modernas que suelen ser bastante diferentes de las tradicionales. Estos pasteles suelen contener un estofado salado de carnes comercialmente disponibles, como conejo, venado, codorniz y faisán, pero no de pájaros tales como gorriones, zorzales, estorninos, mirlos y cuervos, que se usaban habitualmente en el pasado. Suelen servirse calientes, y pueden tener una cubierta de masa en lugar de una corteza dura. En algunos restaurantes solo se les añade una tapa de hojaldre en el último momento.